# Palictla
Palictla är en ort i Mexiko.   Den ligger i kommunen Tamazunchale och delstaten San Luis Potosí, i den sydöstra delen av landet, 210 km norr om huvudstaden Mexico City. Palictla ligger 186 meter över havet och antalet invånare är 446.
Terrängen runt Palictla är huvudsakligen kuperad, men åt sydost är den platt. Runt Palictla är det ganska tätbefolkat, med 67 invånare per kvadratkilometer. Närmaste större samhälle är Tamazunchale, 3,2 km söder om Palictla. I omgivningarna runt Palictla växer huvudsakligen savannskog.